# Приютовский район
Приютовский район (баш. Приют районы), находился на западе Башкирской АССР, граничил на севере и северо-востоке с Белебеевским районом, с Бижбулякским районом на юге и юго-востоке, с ТАССР на западе.
Образован 20 августа 1930 года из волостей Белебеевского кантона.
Площадь — 1542 км². Районный центр — село Приютово. В районе было 19 сельских советов, 172 населённых пункта. Население — 37,2 тыс. человек (1930), преобладали русские. Основу экономики составляло сельское хозяйство, специализировавшееся на свиноводстве, выращивании зерновых культур. Было 34 колхоза, совхоз «Спартак», элеватор и мельница.
Было 42 общеобразовательные школы, центральная районная больница, дом культуры. Издавалась газета «Знамя Коммуны» (баш. Коммуна байрағы).
Упразднён Постановлением ВЦИК 20 февраля 1932 года, с передачей основной территории в состав Белебеевского района. При этом Приютовский, Ново-Шаховский и Исякаевский сельские советы, населенные пункты Каракуль, Тарасовка Знаменского сельсовета и Байков Тарказинского сельсовета были включены в состав Бижбулякского района. В январе 1935 года они были переданы во вновь созданный Ермекеевский район Башкирской АССР.